# 28505 Sagarrambhia
28505 Sagarrambhia è un asteroide della fascia principale. Scoperto nel 2000, presenta un'orbita caratterizzata da un semiasse maggiore pari a 2,3424103 UA e da un'eccentricità di 0,1359583, inclinata di 5,45166° rispetto all'eclittica.